# Polyrhachis ceramensis
Polyrhachis ceramensis är en myrart som beskrevs av Mayr 1883. Polyrhachis ceramensis ingår i släktet Polyrhachis och familjen myror. Inga underarter finns listade i Catalogue of Life.